# 玫瑰十字
玫瑰十字，是日本純種競賽馬匹。生涯活躍於中距離賽事，曾勝出每日盃、中京紀念及金鯱賞。

## 出賽前
2002年4月6日出生於北海道早來町（今安平町）北部牧場，成長途中於一口馬主俱樂部Sunday Racing Co. Ltd.進行馬主募集。
其後交由栗東訓練中心練馬師橋口弘次郎訓練。

## 競賽生涯

### 2歲
2004年10月17日出自京都競馬場2歲新馬戰，保持於第九的中團位置下在彎道抽出取位，於直路稍微衝出下跑獲第二。
其後出戰2歲未勝利戰，在中團位置逐步推進下在彎道中團開始上前，進入直路後繼續展開不俗的衝刺，最終以3 1/2馬位取得首勝。
2個星期後以公開賽京都兩歲錦標作為目標，繼續採用上仗的策略，於初段維持於中團位置下在彎道推進，最終成功壓贏迫近的赤兔馬及第六感取得勝利。
年末出戰短波電台盃兩歲錦標，本次比賽稍為放緩速度下處於中團靠後的位置，一直保持貼欄的姿態進發。進入直路後，其嘗試於中檔位置進行突破，雖然跑出不俗的優勢，但未能超越前方透出的赤兔馬下以第二落敗。

### 3歲
2005年休養過後以每日盃作為首戰，選擇居中戰術下在第七左右的位置展開追走，於途中稍微上前取位進佔先頭位置。進入直路後，其以不俗的反應嚮應騎師安藤勝己的指揮逐步加速，最終成功超越前方領放的Cosmo Austin及金剛力王斬獲首個分級賽冠軍。
然而其後挑戰經典賽時未能維持水準，在皋月賞及東京優駿（日本打吡）中分別以第九及第八大敗。
放草過後在秋季復出出戰神戶新聞盃，保持於中團位置下在彎道處開始取位上前，但在直路上未能阻止大震撼及第六感的攻勢，最終被兩馬彈離取得第三。
10月按照計劃出戰經典三冠尾關菊花賞，比賽初段改變策略選擇先行戰術，維持在內欄第四的位置展開推進。進入直路後，其一度進入望空狀態並開始展開衝刺，但最終仍然未能超越前方的賞東瀛及被大震撼超越，最終再度以第三的戰績落敗。

### 4歲
2006年首戰為中京紀念，於中後方位置展開賽事下在第三彎道處急劇變奏上前，在第四彎道處於第三下繼續維持走勢，可惜最終被Machikane Aura超越以第二落敗。
其後出戰二級賽產經大阪盃，但在直路上的表現過於均速下未能上前突圍，最終以第五落敗。
4月出戰春季大目標春季天皇賞，於中團位置展開賽事下最第二圈後段逐步上前，但在直路上因體力耗盡而大幅失速，最終以第八落敗。
1個月後以金鯱賞作為目標，比賽初段進佔中團位置逐步推進，在直路上展現不俗的加速力上前突圍，最終僅敗於金剛力王取得第二。
進入秋季後以京都大賞典作為熱身，本次比賽選擇領放戰術下帶出前100米64.1秒的超慢步速，但在直路上仍然未能堅守位置，最終被東商變革、Fast Tateyama及Tosho Knight超越以第四落敗。
然而其後在秋季天皇賞未能保持水準，一直處於後方位置下無法加速上前，最終以第十三的戰績大敗。

### 5歲
2007年首戰為京都紀念，但其在賽事中仍然維持上年度的低迷表現，完全未有加速的意圖下以第十三完賽。
3月4日出戰中京紀念，出閘後選擇進佔中團位置下在第三彎道處發力上前，在進入直路前經已處於先頭有利位置。進入直路後，其隨即展步加速，最終跑出不俗的末腳速度下超越先頭的Silk Nexus，同時拉開對手2馬位取得勝利。
5月下旬繼續於中距離戰線征戰，以金鯱賞作為目標。比賽開始後，其順利推進並保持在約莫第五的位置，於第三、四彎道之間逐步上前壓制前方的賽駒。進入直路後，其在中內欄的位置下展開推進，最終成功力壓急流的追擊以頸位擊敗對手，達成分級賽連勝。
入秋後直接出戰秋季天皇賞，然而受到賽前一天降雨的影響下，其未能在黏地上展開優秀的加速，最終以第十一大敗。
其後原定遠征香港出戰香港盃或香港瓶，但受到馬流感影響隔離時間延長下決定避戰專注國內賽事，然而在日本盃中再度未能加速衝刺，以第十五的戰績大敗。
於賽後，其更被發現左腳第一趾骨骨折，因而進入3個月的休養。

### 6歲
2008年連續三年出戰中京紀念，變奏上前下雖然在最後彎道取得領先，但於中段逐漸失速下以第七落敗。
其後前往出戰金鯱賞，保持於先頭位置下在第四彎道步姿出現問題，最終被騎師藤岡佑介收慢拉停下中止。
經過賽後檢查，其檢查出左腳第一趾骨的舊患復發，同時出現關節脫臼的情況，最終確認為預後不良下被施以安樂死，享年6歲。

### 詳細賽績
| 日期       | 舉辦國家 | 馬場 | 距離   | 級別 | 賽事名稱           | 負重 | 騎師     | 馬號 | 出馬 | 名次     | 時間     | 頭馬（二馬）     |
| ---------- | -------- | ---- | ------ | ---- | ------------------ | ---- | -------- | ---- | ---- | -------- | -------- | ---------------- |
| 17/10/2004 | 日本     | 京都 | 草1600 |      | 2歲新馬            | 55   | 蛯名正義 | 6    | 14   | 2        | 1:35.2   | 大隅草駒         |
| 7/11/2004  | 日本     | 京都 | 草2000 |      | 2歲未勝利          | 55   | 武豊     | 13   | 14   | 1        | 2:02.8   | （Rose Arrival） |
| 27/11/2004 | 日本     | 京都 | 草2000 | OP   | 京都兩歲錦標       | 55   | 安藤勝己 | 3    | 10   | 1        | 2:04.7   | （赤兔馬）       |
| 25/12/2004 | 日本     | 阪神 | 草2000 | GIII | 短波電台盃兩歲錦標 | 55   | 安藤勝己 | 2    | 9    | 2        | 2:03.7   | 赤兔馬           |
| 26/3/2005  | 日本     | 阪神 | 草2000 | GIII | 毎日盃             | 57   | 安藤勝己 | 6    | 14   | 1        | 2:02.2   | （Cosmo Austin） |
| 17/4/2005  | 日本     | 中山 | 草2000 | GI   | 皋月賞             | 57   | 安藤勝己 | 13   | 18   | 9        | 2:00.3   | 大震撼           |
| 29/5/2005  | 日本     | 東京 | 草2400 | GI   | 東京優駿           | 57   | 安藤勝己 | 3    | 18   | 8        | 2:25.0   | 大震撼           |
| 25/9/2005  | 日本     | 阪神 | 草2000 | GII  | 神戶新聞盃         | 56   | 安藤勝己 | 5    | 13   | 3        | 1:58.9   | 大震撼           |
| 23/10/2005 | 日本     | 京都 | 草3000 | GI   | 菊花賞             | 57   | 安藤勝己 | 4    | 16   | 3        | 3:05.6   | 大震撼           |
| 5/3/2006   | 日本     | 中京 | 草2000 | GIII | 中京紀念           | 57   | 柴山雄一 | 10   | 13   | 2        | 1:58.3   | Machikane Aura   |
| 2/4/2006   | 日本     | 阪神 | 草2000 | GII  | 產經大阪盃         | 57   | 武豊     | 4    | 12   | 5        | 2:05.0   | 結伴行           |
| 30/4/2006  | 日本     | 京都 | 草3200 | GI   | 春季天皇賞         | 58   | 安藤勝己 | 4    | 17   | 8        | 3:15.2   | 大震撼           |
| 27/5/2006  | 日本     | 中京 | 草2000 | GII  | 金鯱賞             | 57   | 安藤勝己 | 6    | 10   | 2        | 1:59.3   | 金剛力王         |
| 8/10/2006  | 日本     | 京都 | 草2400 | GII  | 京都大賞典         | 57   | 小牧太   | 5    | 11   | 4        | 2:31.7   | 東商變革         |
| 29/10/2006 | 日本     | 東京 | 草2000 | GI   | 秋季天皇賞         | 58   | 後藤浩輝 | 17   | 16   | 13       | 2:00.9   | 大和主將         |
| 17/2/2007  | 日本     | 京都 | 草2200 | GII  | 京都紀念           | 57   | 小牧太   | 10   | 14   | 13       | 2:18.8   | 賞月             |
| 4/3/2007   | 日本     | 中京 | 草2000 | GIII | 中京紀念           | 57   | 藤岡佑介 | 1    | 16   | 1        | 1:56.9   | （Silk Nexus）   |
| 26/5/2007  | 日本     | 中京 | 草2000 | GII  | 金鯱賞             | 57   | 藤岡佑介 | 8    | 12   | 1        | 1:57.2   | （急流）         |
| 28/10/2007 | 日本     | 東京 | 草2000 | GI   | 秋季天皇賞         | 58   | 藤岡佑介 | 5    | 16   | 11       | 1:59.5   | 名將森遜         |
| 25/11/2007 | 日本     | 東京 | 草2400 | GI   | 日本盃             | 57   | 藤岡佑介 | 15   | 18   | 15       | 2:26.4   | 賞月             |
| 9/3/2008   | 日本     | 中京 | 草2000 | GIII | 中京紀念           | 58   | 藤岡佑介 | 11   | 18   | 7        | 1:58.6   | 好運卡達         |
| 31/5/2008  | 日本     | 中京 | 草2000 | GII  | 金鯱賞             | 58   | 藤岡佑介 | 17   | 17   | 比賽中止 | 比賽中止 | 榮進代表         |

## 血統簡介
父系週日寧靜是美國三冠賽雙冠馬，退役後在日本配種，在日本馬壇相當成功，贏得多項分級賽事，其子嗣贏得巨額獎金，連續12年成為日本冠軍種馬。祖父Halo爲美國賽駒，曾贏得一級賽冠軍，爲美國冠軍種馬。
母系Rose Colour為日本賽駒，生涯戰績不俗，曾勝出二級賽每日盃兩歲錦標，亦於秋華賞跑獲季軍，血統上則出自名門雌系「薔薇一族」。外祖父Shirley Heights為英國賽駒，生涯戰績優秀，曾勝出葉森打吡及愛爾蘭打吡。

### 血統表
| 父線：週日寧靜系（Halo系）        |                                |                 |               |
| 種馬 週日寧靜 1986年（棕色）      | Halo 1969年（棕色）            | Hail to Reason  | Turn-to       |
| 種馬 週日寧靜 1986年（棕色）      | Halo 1969年（棕色）            | Hail to Reason  | Nothirdchance |
| 種馬 週日寧靜 1986年（棕色）      | Halo 1969年（棕色）            | Cosmah          | Cosmic Bomb   |
| 種馬 週日寧靜 1986年（棕色）      | Halo 1969年（棕色）            | Cosmah          | Almahmoud     |
| 種馬 週日寧靜 1986年（棕色）      | Wishing Well 1975年（棗色）    | Understanding   | Promised Land |
| 種馬 週日寧靜 1986年（棕色）      | Wishing Well 1975年（棗色）    | Understanding   | Pretty Ways   |
| 種馬 週日寧靜 1986年（棕色）      | Wishing Well 1975年（棗色）    | Mountain Flower | Montparnasse  |
| 種馬 週日寧靜 1986年（棕色）      | Wishing Well 1975年（棗色）    | Mountain Flower | Edelweiss     |
| 繁殖雌馬 Rose Colour 1993（棗色） | Shirley Heights 1975年（棗色） | 水車礁石        | Never Bend    |
| 繁殖雌馬 Rose Colour 1993（棗色） | Shirley Heights 1975年（棗色） | 水車礁石        | Milan Mill    |
| 繁殖雌馬 Rose Colour 1993（棗色） | Shirley Heights 1975年（棗色） | Hardiemma       | Hardicanute   |
| 繁殖雌馬 Rose Colour 1993（棗色） | Shirley Heights 1975年（棗色） | Hardiemma       | Grand Cross   |
| 繁殖雌馬 Rose Colour 1993（棗色） | Rosa Nay 1988年（栗色）        | 利法爾          | 北地舞人      |
| 繁殖雌馬 Rose Colour 1993（棗色） | Rosa Nay 1988年（栗色）        | 利法爾          | Goofed        |
| 繁殖雌馬 Rose Colour 1993（棗色） | Rosa Nay 1988年（栗色）        | Riviere Doree   | 秘書處        |
| 繁殖雌馬 Rose Colour 1993（棗色） | Rosa Nay 1988年（栗色）        | Riviere Doree   | Riverqueen    |
| 雌系：Rosa Nay系（號族：1-w）     |                                |                 |               |
| 五代內近親交配：無                |                                |                 |               |

## 命名由來
名字Rosenkreuz（ローゼンクロイツ）為德語，出自活躍於中世紀末期的德國歐洲秘傳教團：玫瑰十字会之名字，亦有繼承母系Rose Colour名字之意圖，香港方面直接以此作為翻譯。

## 外部連結
- 玫瑰十字 netkeiba.com
- 血統表